# Half-Life 2: Episode One
Half Life 2: Episode One è un videogioco sparatutto in prima persona, il primo capitolo facente parte della trilogia di espansione di Half-Life 2.
Il gioco, installabile in maniera completamente indipendente, riprende esattamente la narrazione da dove termina HL2.
In questo episodio sono state implementate migliorie al motore grafico, alcune dal punto di vista del rendering e della modulazione facciale dei personaggi, e delle relative espressioni, che risultano più marcate e significative, lasciando trasparire le emozioni nel volto in maniera assai realistica. Inoltre sono stati decisamente migliorati gli effetti luminosi.
A livello del gioco vero e proprio, non sono molte le novità rispetto ad Half Life 2, infatti si registra solamente l'introduzione di due nuovi nemici, gli stalker e gli Zombine. I primi, mai affrontabili in modo ravvicinato, sono degli umanoidi schiavizzati dai Combine, già visti nella Cittadella nel gioco precedente.
Essi tenteranno di ostacolare la nostra fuga. Gli Zombine invece sono il risultato dell'attacco degli headcrab sui soldati Combine. Sono molto resistenti e, se non vengono subito fermati, inizieranno a correre verso di voi, facendosi poi esplodere una granata in mano.

## Trama
Gli eventi narrati in Episode One sono il diretto seguito del finale di Half-Life 2. Sono suddivisi in sei capitoli, in cui saremo sempre supportati da Alyx Vance che ci verrà in aiuto con varie armi e dispositivi, per esempio coprendoci la via con un fucile da cecchino, aprendoci delle porte o riprogrammando le mine rotanti in modo da scagliarle contro i nemici.

### Prologo
L'esplosione del generatore ad energia oscura nella Cittadella ha distrutto quasi completamente la sua struttura interna e, con lei, le ultime forze Combine di City 17. Alyx Vance, che si trovava sul tetto della torre al momento dell'esplosione è stata salvata dai Vortigaunt che, con i loro poteri, hanno congelato il tempo e l'hanno portata via. Per quanto riguarda Gordon Freeman era stato riportato nello stato di stasi forzata dal G-Man. I poteri di quest'ultimo vengono in qualche modo schermati dai Vortigaunt restituendo così Gordon alla realtà di City 17.

### Un inutile allarme
Gordon viene ritrovato sepolto sotto le macerie da Dog e riportato alla luce. Alyx è incredibilmente felice di vederlo vivo e, stavolta, non riesce proprio a trattenere l'emozione. Anche Dog sembra essere felice di rivederlo e gli riconsegna la Pistola gravitazionale, tornata al suo stato normale. Qualche giorno dev'essere passato e la resistenza, nel frattempo, si sta occupando di trovare ed evacuare quanti più superstiti possibili dalla città. Alyx si mette subito in contatto con suo padre per dargli la buona notizia. Eli è felice della notizia, tuttavia è seriamente preoccupato per sua figlia. Le dice che deve andarsene dalla città prima che il nucleo di energia oscura (ancora non distrutto, ma severamente danneggiato) fonda, distruggendo l'intera cittadella. Ma Alyx ribatte che ci sono ancora molti superstiti da evacuare. Con grande disappunto di Eli, Isaac Kleiner suggerisce alla ragazza che l'unico modo che ha di ritardare la fusione del nocciolo è quello di intervenirvi direttamente, approfittando della tuta anti-radiazioni di Gordon. Alyx accetta la missione, ma come entrare ora nella cittadella? Facile. Dog li fa accomodare entrambi in una vecchia carcassa di macchina e li scaglia in una falla nel muro esterno della struttura.
L'interno della Cittadella è un gigantesco relitto fiammeggiante. Lo stesso ambiente costituisce una trappola mortale. I Combine sopravvissuti corrono cercando l'uscita e gli Stalker (uomini catturati, mutilati e controllati da macchinari Combine) continuano meccanicamente i loro lavori. Dopo un po' Gordon ed Alyx raggiungono una grossa sala di comando con un ascensore ed il pavimento di vetro trasparente. Un macchinario entra in azione e i due vedono passare sotto i loro piedi e dentro l'ascensore una capsula metallica contenente una creatura grande, viscida e verdastra. Si tratta di un vero Combine. Qualcosa è ancora in funzione nella Cittadella: sicuramente il dispositivo di vaporizzazione delle armi indesiderate, che potenzia nuovamente la Pistola gravitazionale nel disintegratore azzurro che fu d'aiuto a Gordon durante l'assalto alla Cittadella, giorni prima.
Grazie ad un ascensore pericolante i due raggiungono la base della struttura dove il nocciolo è sprofondato. La procedura di contenimento sarebbe automatica, ma, per qualche motivo, i Combine la stanno bloccando. Gordon dovrà attivarla manualmente.

### Intervento diretto
Il nucleo sta degenerando rapidamente. Contrastando le residue forze Combine, Gordon attiva il campo di contenimento e riporta alla stabilità la situazione. Per un po' almeno. Quando torna da Alyx, lei trattiene a stento la sua emozione; ormai è palese: prova qualcosa per lui.
A quanto pare i Combine avevano intenzione di distruggere il nucleo e con esso City 17, poiché l'energia di esso serviva loro per inviare un messaggio criptato alla loro lontanissima patria. Qualsiasi cosa sia non sembra essere una buona notizia e per sicurezza Alyx ne fa una copia. Prima di scappare dalla cittadella, Alyx intercetta una comunicazione da Judith Mossman. Si trova in una qualche stazione e parla di un misterioso "progetto" che ha scoperto. Purtroppo le comunicazioni si interrompono quando un plotone di Combine li localizza ed apre il fuoco. Un allarme suona. I Combine stanno arrivando. La Gravity Gun di Gordon torna normale. L'unica cosa da fare è scappare.
Inseguiti dalle truppe raggiungono un treno corazzato. Alyx, con la sua abilità di hacker lo mette in funzione e riescono a scappare. Sfortunatamente il treno era un cargo carico di Stalker. Alyx ne è turbata e ne spiega la natura a Gordon.
Qualcosa entra in collisione col treno e lo fa deragliare. Gordon perde i sensi. Quando riapre gli occhi sente le urla di Alyx. Gli Stalker sono quasi tutti morti e quelli sopravvissuti urlano di dolore e paura. Uno di loro è caduto sopra la ragazza bloccandola e, in preda al terrore, le urla in faccia parole incomprensibili di dolore e piange. Alyx assiste alla morte dell'ultimo rimasuglio di umanità di un uomo. Gordon la libera e la porta fuori dal treno. Dovranno proseguire a piedi, ma l'esperienza vissuta l'ha profondamente traumatizzata.

### Creature dal sottosuolo
La strada verso la città passa per un lungo percorso di garage e scantinati abbandonati, pieni di zombie e Formicaleone (chiaro segno che la barriera difensiva della città è crollata). Gli Headcrab si sono anche impossessati di alcuni soldati Combine creando una nuova e micidiale varietà di zombie. Il percorso è lungo ed oscuro, ma, una volta ripristinata la corrente, i due troveranno un vecchio ascensore e raggiungeranno una stazione metropolitana di City 17.

### Fuga dalla città
La città è ormai un cumulo di macerie. Relitti e cadaveri Combine sono sparsi ovunque e alcuni Strider non abbattuti si aggirano sparando confusamente sulle macerie. Negli schermi cittadini adesso appare la buffa faccia di Isaac Kleiner che, con un messaggio a reiterazione, invita tutti coloro che si trovano ancora nei paraggi ad evacuare la città prima che il nocciolo ad energia oscura (temporaneamente stabilizzato) esploda irradiando tutto. I mezzi di comunicazione con l'esterno sono stati ripristinati ed i membri della resistenza aiutano i cittadini a raggiungerli. Kleiner racconta anche di come il campo di soppressione che impediva la riproduzione sia stato abbattuto (da qui un goffo invito alla procreazione) e di come la Cittadella facesse parte di una rete di torri energetiche connesse tra loro. La sua distruzione ha quindi tagliato le connessioni Combine con la Terra e le poche basi militari ancora esistenti sulla superficie sono isolate e vulnerabili. La gente è di nuovo libera, ma non per molto. I Combine non ci metteranno molto ad aprire nuovi portali sulla Terra, del resto, racconta Kleiner, solo il portale creato dalla cascata di risonanza di Black Mesa, a suo tempo, gli ha consentito di invadere il pianeta. Il messaggio si conclude con un invito agli uomini, ai Vortigaunt e a tutte le razze del pianeta a cooperare con la resistenza per il perfezionamento dei mezzi difensivi per il prossimo ritorno dell'invasore.
Alyx e Gordon cercano di raggiungere i mezzi per uscire dalla città e lungo il loro cammino incontrano cittadini, formicheleone affamate e disorganizzati soldati Combine allo sbando. Attraversata la strada principale della città arrivano ad una base dei ribelli dove rincontrano Barney Calhoun. Sembra stanco e piuttosto malconcio, ma è decisamente felice di vedere i suoi due amici vivi. Dopo averli salutati gli racconta di come le evacuazioni, tramite la stazione principale di City 17, stiano subendo dei pesanti rallentamenti a causa dei Combine. Hanno radunato le loro ultime truppe lì e uccidono chiunque si avvicini.

### Via da City 17
Gordon ed Alyx offrono il loro aiuto come copertura per gli ultimi ribelli da evacuare riuscendo così a salvare tutta la popolazione di City 17 dalla sua imminente distruzione.
Alla fine Barney saluta i due amici e parte con l'ultimo treno di ribelli. Alyx e Gordon si avviano verso gli altri treni, ma uno Strider irrompe costringendoli a separarsi. Anche questo ultimissimo residuo delle forze Combine sulla terra viene domato ed i due saltano sul treno che li condurrà fuori dalla città. Tutto sembra volgere per il meglio, quando dalla Cittadella provengono dei lampi. Il nocciolo sta per esplodere. Un varco si apre nel cielo e dalla struttura iniziano a fuoriuscire centinaia di capsule metalliche (probabilmente quelle viste da Gordon ed Alyx nella cittadella). Un lampo. Una terribile esplosione. Il treno viene travolto dai detriti. Alyx urla. Il pubblico resta ancora una volta col fiato sospeso in attesa del prossimo capitolo, Half-Life 2: Episode Two.

## Accoglienza
Il videogioco è stato accolto dalla critica con favore. Furono espressi pareri positivi riguardo al ritmo più veloce rispetto al predecessore, alla maggiore interattività con l'ambiente e per la scrittura del personaggio di Alyx Vance. Fu però criticata la brevità del titolo, essendo completabile, secondo GameSpot, in un tempo di 4-6 ore.